# Bluetooth
Bluetooth [ˈbluːtuːθ] ist ein in den 1990er Jahren durch die Bluetooth Special Interest Group (SIG) entwickelter Industriestandard für die Datenübertragung zwischen Geräten über kurze Distanz per Funktechnik (WPAN). Dabei sind verbindungslose sowie verbindungsbehaftete Übertragungen von Punkt zu Punkt und Ad-hoc- oder Piconetze möglich. Der Name „Bluetooth“ leitet sich vom dänischen König Harald Blauzahn (dänisch Harald Blåtand, englisch Harold Bluetooth) ab, der Teile von Norwegen und Dänemark unter seiner Herrschaft vereinte. Das Logo zeigt ein Monogramm der altnordischen Runen ᚼ (H wie Hagalaz) und ᛒ (B wie Berkano).
Die Funkverfahren für Bluetooth wurden ursprünglich in wesentlichen Teilen durch den Niederländer Jaap Haartsen und den Schweden Sven Mattisson für Ericsson entwickelt. Andere Teile wurden vor allem von Nokia und Intel ergänzt. Bluetooth bildet eine Schnittstelle, über die sowohl mobile Kleingeräte wie Mobiltelefone und PDAs als auch Computer und Peripheriegeräte miteinander kommunizieren können. Hauptzweck von Bluetooth ist das Ersetzen von Kabelverbindungen zwischen Geräten. Sollen zwei Geräte über Bluetooth verbunden werden, muss dies auf mindestens einem der Geräte aktiv durch einen Nutzer angestoßen werden, wozu es in der Praxis – unter anderem abhängig von den Gerätetypen – unterschiedliche Verfahren gibt. Der Prozess des Verbindens heißt Koppeln oder Pairing (engl.), die Geräte sind nach dessen Erfolg gekoppelt.

Das Bluetooth-Logo, das sich aus den Runen ᚼ (h) und ᛒ (b), den Initialen von Harald Blauzahn, zusammensetzt

## Technischer Hintergrund
Geräte nach den Standards der Bluetooth SIG senden als Short Range Devices (SRD) in einem lizenzfreien ISM-Band (Industrial, Scientific and Medical Band) zwischen 2,402 GHz und 2,480 GHz. Sie dürfen weltweit zulassungsfrei betrieben werden. Störungen können aber zum Beispiel durch WLANs, Schnurlostelefone (DECT-Telefone in Europa haben ein anderes Frequenzband) oder Mikrowellenherde verursacht werden, die im selben Frequenzband arbeiten. Um Robustheit gegenüber Störungen zu erreichen, wird ein Frequenzsprungverfahren (frequency hopping) eingesetzt, bei dem das Frequenzband in 79 Kanäle im 1-MHz-Abstand eingeteilt wird, die bis zu 1600-mal in der Sekunde gewechselt werden. Es gibt jedoch auch Pakettypen, bei denen die Frequenz nicht so oft gewechselt wird (Multislot-Pakete). Am unteren und oberen Ende gibt es jeweils ein Frequenzband als Sicherheitsband (engl.: „guard band“) zu benachbarten Frequenzbereichen. Theoretisch kann eine Datenübertragungsrate von 706,25 kbit/s beim Empfang bei gleichzeitigen 57,6 kbit/s beim Senden erreicht werden (asymmetrische Datenübertragung).
Ab der Version 2.0 + EDR können Daten mit EDR (Enhanced Data Rate) maximal etwa dreimal so schnell übertragen werden, also mit rund 2,1 Mbit/s. Bereits ab Version 1.1 kann ein Bluetooth-Gerät gleichzeitig bis zu sieben Verbindungen aufrechterhalten, wobei sich die beteiligten Geräte die verfügbare Bandbreite teilen müssen (Shared Medium).
Bluetooth unterstützt die Übertragung von Sprache und Daten. Allerdings können die meisten Geräte während der notwendigerweise synchronen Übertragung von Sprache lediglich drei Teilnehmer in einem Piconet verwalten.
Eine Verschlüsselung der übertragenen Daten ist ebenfalls möglich.

### Klassen und Reichweite
| Klasse   | Max. Leistung | Max. Leistung | Reichweite | Reichweite |
| Klasse   | (mW)          | (dBm)         | allgemein  | im Freien  |
| -------- | ------------- | ------------- | ---------- | ---------- |
| Klasse 1 | 100           | +20           | ca. 100 m  | ca. 100 m  |
| Klasse 2 | 2,5           | +4            | ca. 010 m  | ca. 050 m  |
| Klasse 3 | 1             | 0             | ca. 001 m  | ca. 010 m  |

Die tatsächlich erzielbare Reichweite hängt außer von der Sendeleistung von einer Vielzahl von Parametern ab. Hierzu zählen beispielsweise die Empfindlichkeit eines Empfängers und die Bauformen der auf Funkkommunikationsstrecken eingesetzten Sende- und Empfangsantennen. Auch die Eigenschaften der Umgebung können die Reichweite beeinflussen, beispielsweise Mauern als Hindernisse innerhalb der Funkkommunikationsstrecken. Auch die Typen der Datenpakete können wegen Unterschieden in Länge und Sicherungsmechanismen Einfluss auf die erzielbare Reichweite haben.
Um höhere Übertragungsraten über das weltweit verfügbare 2,45-GHz-ISM-Frequenzband zu ermöglichen, spezifizierte die Bluetooth SIG die Alternate-MAC/PHY-Bluetooth-Erweiterung; hierbei wird Bluetooth um die PHY- und MAC-Schicht der IEEE-802.11-Spezifikationen (WLAN-Standards) erweitert. Diese wurde mit Bluetooth 5.3 wieder verworfen.
Im Jahr 2024 gelang eine Bluetooth-Verbindung über eine Distanz von 600 km zu einem künstlichen Erdsatelliten.

### Abhör- und Eindringsicherheit
Als abhörsicher oder sicher gegen unbefugtes Eindringen gelten Bluetooth-Übertragungen nur dann, wenn sie als Verbindung mit mehrstufiger dynamischer Schlüsselvergabe betrieben werden. Bei statischer Schlüsselvergabe ist die Sicherheit eingeschränkt. Bei Übertragung des Schlüssels ist genau dieser Teil der Kommunikation besonders gefährdet, da erst der erfolgreiche Schlüsselaustausch eine Verbindung schützt.
Bluetooth gilt nur dann nicht mehr als sicher, wenn der PIN-Code zu kurz gewählt ist (etwa vier Dezimalziffern oder weniger). Die israelischen Forscher A. Wool und Y. Shaked beschrieben in ihrem Artikel vom Frühjahr 2005 ein Verfahren, mit dem Lauscher eine vorhandene, abhörsichere Verbindung unterbrechen und unter Umständen in eine neue Verbindung einbrechen können. Dieses Daten-Phishing beruht darauf, eine bestehende Verbindung durch entsprechende Störsignale zu unterbrechen und die Teilnehmer dazu zu bewegen, erneut eine authentifizierte Verbindung aufzubauen. Dabei müssen die Angegriffenen erneut ihre PIN bei den verwendeten Geräten eingeben. Die daraufhin stattfindende Authentifizierung mit Neuaushandlung des Verbindungsschlüssels kann dann mit einfach erhältlicher Spezialhardware abgehört und bei schlecht gewählter (weil zum Beispiel achtstellig-numerischer) PIN durch Ausprobieren geknackt werden. Dieser Brute-Force-Angriff kann durch FPGA-Boards weiter beschleunigt werden. Dies ist kein rein akademischer Angriff, und zum Beweis existiert ein frei zugängliches Programm namens BTCrack. Der Angreifer befindet sich nach erfolgreichem Angriff im Besitz des geheimen Verbindungsschlüssels und kann beliebige Verbindungen zu den angegriffenen Geräten aufbauen. Jedoch muss der Angreifer die Bluetooth-Adresse eines verbundenen Bluetooth-Moduls kennen. Dies kann, entgegen weitläufigen Meinungen, nicht durch den „Unsichtbarkeitsmodus“ unterbunden werden.
Dieser Angriff ist dann möglich, wenn der Angreifer die Kommunikation während des Pairing-Prozesses abhört, der Angegriffene eine Neu-Authentifizierung vornimmt und er eine zu kurze PIN verwendet. Für Geräte, die die Schlüssel permanent speichern, besteht demnach keine Gefahr, da nach Verbindungsstörungen oder manuellem erneuten Verbindungsaufbau keine erneute PIN-Authentifizierung ausgelöst wird, sondern auf den auf beiden Geräten gespeicherten Schlüssel zurückgegriffen wird. Als Schutz vor solchen Angriffen empfehlen die Autoren daher, Gegenstellen möglichst selten mit PIN-Eingabe anzumelden. Sicherer sei es, einmal erkannte Gegenstellen dauerhaft in den jeweiligen Authentifizierungslisten zu speichern und eine Reauthentifizierung per PIN zu deaktivieren. Außerdem sollten Benutzer PINs mit deutlich mehr als acht Zeichen Länge verwenden, falls die verwendete Software dies gestattet. Das Bluetooth-Protokoll sieht bis zu 16 beliebige Zeichen (128 Bit) vor. Darüber hinaus sollte eine unerwartete Aufforderung zur erneuten Authentifizierung hellhörig machen und zur Vorsicht mahnen.

### Fehlerbehandlung
Bluetooth kennt bis zur Version 2.0 zwei elementare Arten der Fehlerbehandlung (sofern verwendet):
1. 1/3- und 2/3-FEC-Blockcodierung; ermöglicht Fehlerkorrektur beim Empfänger
2. ARQ (Automatic Repeat Request), ermöglicht Fehlererkennung beim Empfänger. Bei Fehlern wird das entsprechende Paket neu angefordert.

### Systemarchitektur

Scatternet (Master = rot, Slave = grün, geparkt = blau)

Ein Bluetooth-Netzwerk (Piconet) besteht aus bis zu acht aktiven Teilnehmern, welche über eine 3-Bit-Adresse angesprochen werden können. Alle nicht aktiven Geräte können im Parkmodus die Synchronisation halten und auf Anfrage im Netz aktiviert werden. Für den Parkmodus gibt es eine 8-Bit-Adresse, welche 255 Teilnehmer („slaves“) ansprechen kann. Darüber hinaus kann über die 48-Bit-Geräteadresse die Anzahl der passiven Teilnehmer nochmal erhöht werden. Der „Master“ steuert die Kommunikation und vergibt Sende-Zeitspannen (engl. „slots“) an die „Slaves“ (Zeitmultiplexverfahren). Ein Bluetooth-Gerät kann in mehreren Piconetzen angemeldet sein, allerdings nur in einem Netz als Master fungieren. Bis zu zehn Piconetze bilden ein Scatternet (von to scatter = ausstreuen), wobei die Teilnehmer untereinander in Kontakt treten können. Jedes Piconet wird durch eine unterschiedliche Frequency-Hopping-Folge identifiziert. Die Datenrate leidet in diesem Scatternet jedoch meist erheblich.
Solche selbstorganisierenden Funknetzwerke – Scatternet – werden proprietär implementiert, bis heute ist keine allgemeine Lösung standardisiert. Das ist dadurch begründet, dass kein Algorithmus definiert werden kann, der allen Anforderungen an ein Scatternet gleichzeitig gerecht wird und hinreichend schlank und damit schnell bleibt.

### Bluetooth-Basisband
Es werden zwei unterschiedliche physische Datenkanäle zur Verfügung gestellt. Die synchrone Datenübertragung ist zur Übertragung von Sprachdaten mit einer Datenrate von 64 kbit/s gedacht. Dieses Verfahren heißt leitungsvermittelte oder synchrone Verbindung (Synchronous Connection-Oriented – SCO). Die andere Übertragungsform ist die Paketvermittlung oder asynchrone Verbindung (Asynchronous Connectionless – ACL), die ein speicherndes Verhalten des Übertragungsgerätes voraussetzt – wie bei der Internet-Technik. Alles außer Sprache wird über ACL übertragen, neben allen Arten von Daten insbesondere auch Musik. Das Bluetooth-Protokoll unterstützt einen asymmetrischen Datenkanal mit Datenraten in der Version 1.2 von maximal 732,2 kbit/s in eine Richtung und 57,6 kbit/s in die Gegenrichtung, oder eine symmetrische Datenverbindung mit 433,9 kbit/s in beide Richtungen. In der EDR-Version sind höhere Datenraten erzielbar.
Bis zur Version 1.2 gibt es für die SCO-Übertragung nur HV1-, HV2- und HV3-Pakete mit guter Fehlerkorrektur (HV1) bis zu keiner (HV3). Diese Pakete enthalten Audiodaten für 1,25 ms, 2·1,25 ms oder 3·1,25 ms und werden dementsprechend alle 1,25 ms, 2·1,25 ms und 3·1,25 ms gesendet. HV1 kann benutzt werden, wenn keine anderen Daten gesendet werden müssen. Allerdings hat diese Betriebsart den höchsten Stromverbrauch, weswegen fast alle Geräte HV3-Pakete nutzen. Dies hat den Vorteil, dass man nur ein Drittel der Bandbreite für Audio benötigt und den Rest der Bandbreite für ACL-Verbindungen zum selben oder zu anderen Geräten zur Verfügung stellen kann.
Mit der Version 1.2 wurde ein erweiterter synchroner Übertragungsmodus (enhanced SCO, eSCO) eingeführt. Dazu wurden neue Pakettypen und eine flexiblere Einteilung der Übertragungsperiode eingeführt. Ebenso ermöglicht dies, andere Audio-Formate zu übertragen wie z. B. der SBC-Codec, der auch in der HFP-Version 2.0 eingeführt werden soll.
Werden gerade keine synchronen Datenpakete versandt, kann Bluetooth die asynchrone Übertragung anbieten. Hierüber werden alle Dienste, sowohl das Versenden von Nutzdatenpaketen als auch die Übermittlung von Steuerinformationen, zwischen zwei Bluetooth-Stationen abgewickelt.
Bluetooth-Datenpakete bestehen aus einem 72-Bit-Zugriffscode, einem 54-Bit-Header sowie einem variablen Nutzdatenfeld von 0 Bit bis 2745 Bit (Pakettyp DH5) Länge. Für Bluetooth 2.0 °+ EDR sind bis zu 8168 Bit Nutzdaten pro Paket (3-DH5) möglich.

## Verbindungsaufbau
Der Aufbau einer Verbindung erfolgt immer unter der Protokollarchitektur nach Bluetooth V2.1 usw. (Neu ist ab Standard Bluetooth V3.0 und mit dem Protokoll Bluetooth V4.0 Low Energy ein verbindungsloser Betrieb in Sende- und Empfangsrichtung möglich). Eine Verbindung kann von einem beliebigen Gerät ausgehen, das sich dadurch zum „Primary“ über die antwortenden „Secondary“ erhebt.
Sobald Bluetooth-Geräte in Betrieb gesetzt werden, identifizieren sich die einzelnen Bluetooth-Controller innerhalb von zwei Sekunden über eine individuelle und unverwechselbare 48 bit lange MAC-Adresse. Im Bereitschafts-Modus lauschen unverbundene Geräte in Abständen von bis zu 2,56 Sekunden nach Nachrichten (Scan Modus) und kontrollieren dabei 32 Hop-Frequenzen. Der Kontakt zu den Secondary wird durch eine Inquiry-Nachricht (von englisch inquiry = Erkundigung) und danach durch eine Page-Message (von to page (engl.) = (per Lautsprecher) ausrufen, message (engl.) = Nachricht) hergestellt, falls die Hardware-Adresse der Geräte unbekannt ist. Bei bekannter Adresse fällt der erste Schritt weg. Im Page-Zustand sendet der Master 16 identische Page-Telegramme auf 16 unterschiedlichen Hopping-Frequenzen, die für die Slaves bestimmt sind. Danach befinden sich die Stationen im Status verbunden. Durchschnittlich wird eine Verbindungsaufnahme innerhalb des halben Scanintervalls, z. B. 2,56/2 Sekunden (1,28 Sekunden), erreicht.
Findet der Primary keinen Secondary innerhalb einer eingestellten Zeit, so werden auf weiteren 16 Hopping-Frequenzen Page-Telegramme gesendet. Diese Gruppierung soll bei bekannter „Slave Clock“ einen zügigen Verbindungsaufbau gewährleisten. Beim adaptiven Hopping werden die Frequenzen ausgelassen, die bereits durch andere Primary belegt sind.
Seit 2005 kann zum Verbindungsaufbau zweier Bluetooth-Geräte optional Near Field Communication (NFC) genutzt werden. Dieses zusätzliche RF-Protokoll unterstützt Bluetooth insbesondere beim erstmaligen Pairing von Bluetooth-OBEX.

Schematische Abbildung Bluetooth-Protokollstapel

### Bluetooth-Protokollarchitektur
Die Bluetooth-Spezifikation wurde von der Bluetooth Special Interest Group (SIG) entwickelt. Sie enthält Protokolle in einer hierarchischen Ordnung (Protokollstapel, engl. protocol stack), mit denen interaktive Dienste und Anwendungen möglich werden, die über mobile Funkverbindungen kommunizieren. Diese stellen das Regelwerk dar, nach dem sich alle Bluetooth-Geräte richten müssen und werden mit Hilfe von Funkmodulen hergestellt. Sie sind verbindungslos oder verbindungsorientiert.
Sie lässt sich aufteilen in eine obere Schicht, die jenen auf dem Bluetooth-Modul entspricht, und eine untere Schicht, welche auf dem Host-Gerät angesiedelt ist und in ihrer Gesamtheit für die Bereitstellung und Sicherung sowie Sicherheit der Verbindung zuständig ist.
Die Bluetooth Special Interest Group (SIG) hat zudem auch verschiedene Einsatzmodelle der Bluetooth-Technik entworfen. Die Spezifikation beinhaltet eine Beschreibung der Protokolle, mit denen diese Einsatzmodelle implementiert werden können. Spezielle Zusammenstellungen nach diesen Modellen werden mit den Profilen benutzt.
Mit Bluetooth Low Energy wird kein Energiesparmodus bezeichnet, sondern ein spezieller Protokollstapel, der sich vom zuvor bekannten Protokollstapel unterscheidet, ihn aber nicht ersetzt, sondern neue Möglichkeiten für geringen Energieverbrauch eröffnet.

### Energiesparmodi

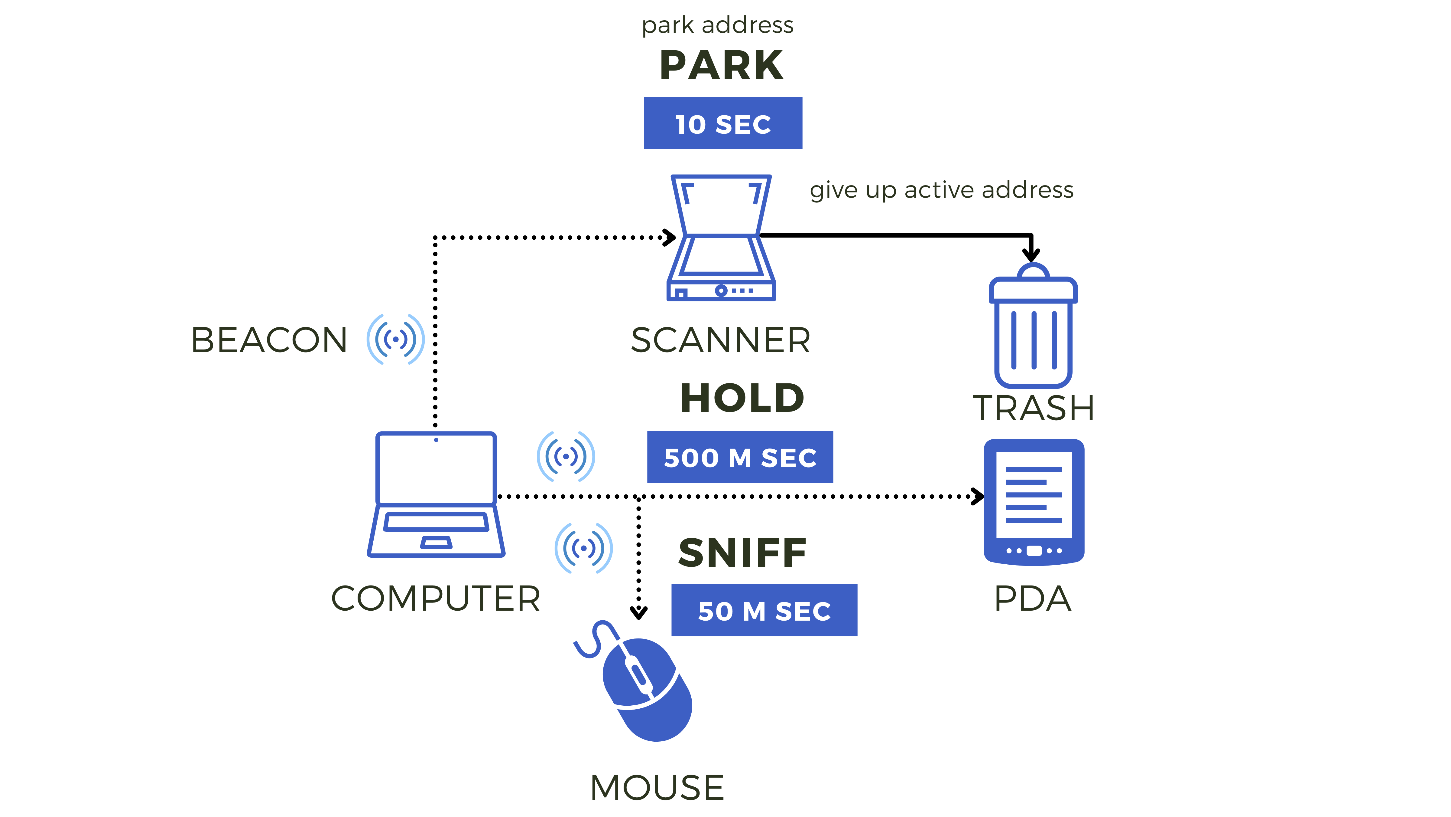
Visualisierung der drei Bluetooth-Energiesparzustände

Wenn keine Daten zu übertragen sind, kann eine Verbindung zwischen einem Primary und einem Secondary in einen Energiesparmodus versetzt werden.
Es gibt drei Energiesparmodi:
- Der HOLD-Modus wird zur asynchronen Abwesenheit eingesetzt. Zum Beispiel kann ein Secondary mitteilen, dass er ab einem gewissen Zeitpunkt für 200–500 ms nicht zuhört. Der Primary adressiert dann den Secondary für die angegebene Zeit nicht, und der Secondary hört dann auch nicht auf Primary-Pakete. Beide Geräte können dann die Zeit für andere Aktivitäten nutzen (scanning, scatternet etc.).
- Der SNIFF-Modus (von to sniff (engl.) = schnüffeln) wird zur reduzierten periodischen Aktivität eingesetzt. Es kann z. B. ein Secondary oder Primary mitteilen, dass er nur noch alle 50 ms für einige Zeitfenster („slots“) zuhört. Der SNIFF-Modus wird bei fast allen Geräten, die Energieverbrauch senken sollen, eingesetzt.
- Der PARK-Modus wird eingesetzt, um ein Gerät synchronisiert zu halten. Das Gerät kann aber nicht aktiv am Datenverkehr teilnehmen. Der Park-Modus wird zwar von fast allen Chipsätzen unterstützt, aber trotzdem kaum angewendet.

Details zur Reduzierung des Energieverbrauchs zwecks geringerer Belastung kleiner Batterien sind bei allen bisherigen und neuen Modi von der jeweiligen Abstimmung von Primary und Secondary abhängig.

### Sicherheitsmodi
Der Bluetooth-Standard definiert folgende drei Sicherheitsstufen, von der unsichersten angefangen hin zur sichersten:
- Modus 1 (Non-Secure Mode): In diesem Modus gibt es keine Sicherheitsmechanismen. Die Geräte wechseln nur fortlaufend die Frequenz, um das Abhören zu erschweren.
- Modus 2 (Service-Level Enforced Security): In diesem Modus liegt es bei den benutzten Diensten, auf dem Application Layer Sicherheitsmechanismen durchzusetzen. Dienste können für alle Geräte offen sein, nur eine Authentifizierung vorsehen oder noch zusätzlich eine Autorisierung erfordern.[13]
- Modus 3 (Link-Level Enforced Security): In diesem Modus findet schon beim Verbindungsaufbau eine Authentifizierung auf dem Link Layer statt. Verschlüsselung ist optional.[14]

Viele Mobiltelefone können per Bluetooth Daten übertragen. Böswillige Angreifer können unter Umständen per Bluetooth durch unvorsichtig konfigurierte Geräte oder fehlerhafte Implementierungen des Bluetooth-Protokolls in den Geräten hohen finanziellen Schaden durch den Anruf kostenpflichtiger Telefon- und SMS-Dienste verursachen, private Nutzerdaten lesen, Telefonbucheinträge schreiben und die Liste angerufener Nummern zwecks Vertuschung manipulieren. Allgemeine, geräteunabhängige DoS-Angriffe auf Netzwerkprotokollebene sind mit einfachen Mitteln möglich (z. B. „Ping“-Anforderungen mit großen Paketen).

### Bluetooth-Protokollstapel
Bluetooth-Protokollstapel sind Softwarepakete mit Treibern, die eine Verbindung mit Bluetooth-Geräten ermöglichen und Dienste zur Verwendung unterschiedlicher Bluetooth-Profile enthalten. Welchen Stack man benutzen kann, hängt vom Treiber und vom verbauten Chip ab.
Die bekanntesten Protokollstapel bzw. deren Hersteller sind:
- Affix
- BlueFRITZ! von AVM (Entwicklung eingestellt)
- BlueSoleil von IVT
- BlueZ (Standard unter Linux)
- In The Hand
- lwBT (als Ergänzung zu lwIP)
- Microsoft
- Stollmann
- Toshiba[16]
- Widcomm von Broadcom

Bluetooth-Stack ist auch eine Bezeichnung für Softwarepakete, die für die Entwicklung von Java-Anwendungen mit Bluetooth-Funktionalität benötigt werden. Soll beispielsweise eine J2ME-Anwendung mit einem J2SE-Server kommunizieren können, wird neben einem Bluetooth-Treiber (s. o.) ein Bluetooth-Stack als Schnittstelle zwischen dem Treiber (z. B. Widcomm) und Java benötigt. Bluetooth-Stacks für Java sind beispielsweise:
- Avetana
- BlueCove

### Bluetooth-Profile
Daten werden zwischen Bluetooth-Geräten gemäß sogenannten Profilen ausgetauscht, die für die Steuerung bestimmter Dienste als Schicht über der Protokollschicht festgelegt sind. Sobald eine Bluetooth-Verbindung aufgebaut wird, wählen die Geräte das jeweils benutzte Profil aus und legen damit fest, welche Dienste sie für die jeweiligen anderen Partner zur Verfügung stellen müssen und welche Daten oder Befehle sie dazu benötigen. Ein Headset fordert beispielsweise von einem Bluetooth kompatiblen Mobiltelefon einen Audiokanal an und steuert über zusätzliche Datenkanäle die Lautstärkeeinstellung oder -regelung.

## Geschichte
1940 entwickelte Hedwig Eva Maria Kiesler, international besser als Filmschauspielerin unter dem Namen Hedy Lamarr bekannt, eine Funkfernsteuerung für Torpedos, die sie zum Patent anmeldete. Diese sollte durch selbsttätig wechselnde Frequenzen schwer anzupeilen und weitgehend störungssicher sein. Das von ihr dabei früh zur praktischen Anwendung gebrachte Frequenzsprungverfahren (englisch frequency-hopping) ging später als ein Grundbaustein in die Entwicklung unter anderem von Bluetooth ein. Für ihre Erfindung erhielt Lamarr 1997 den Electronic Frontier Foundation Pioneer Award.
Seit den späten 1980er Jahren gibt es verschiedene Bestrebungen, das Kabelgewirr rund um eine Computerinstallation durch Funkperipherie (z. B. Funktastaturen, Drucker mit Infrarotschnittstelle etc.) zu vermeiden. Verschiedene Unzulänglichkeiten (hoher Stromverbrauch, gegenseitige Störungen usw.) und vor allem fehlende Standards verhinderten den Durchbruch dieser Anfänge.
Damals war neben der Funktechnik die Infrarottechnik sehr beliebt, und es sah so aus, als ob sich letztere durchsetzen würde. Um ein herstellerübergreifendes Protokoll zu entwickeln, schlossen sich im August 1993 ca. 30 Unternehmen zusammen (darunter HP, IBM, Digital) und gründeten die Infrared Data Association (IrDA). Ziel war es, ein einheitliches Protokoll für die Datenübertragung per Infrarot zu schaffen. Zahlreiche Erkenntnisse aus der IrDA-Entwicklung flossen später auch in den neugewonnenen Bluetooth-Funkstandard ein.
Doch hatte die IrDA-Technik mit einem zentralen Nachteil zu kämpfen: Dem erforderlichen Sichtkontakt zwischen Sender und Empfänger. Daher wurde 1994 die Firma Ericsson mit einer Machbarkeitsstudie beauftragt, die einen funkbasierten Ersatz für Kabelverbindungen finden sollte. Die Studie lieferte ein positives Ergebnis, und 1998 gründeten Ericsson, Nokia, IBM, Toshiba und Intel die Bluetooth Special Interest Group (SIG) zur Ausarbeitung eines Standards, der verbindliche Spezifikationen festlegte. Als erste endgültige Spezifikation veröffentlichte die SIG Version 1.0a im Juli 1999, Version 1.0b folgte im Dezember desselben Jahres. Erst im Februar 2001 wurde der Standard in der Version 1.1 vorgelegt. Dieser galt als die erste solide Basis für marktgerechte Produkte, da die Vorversionen eine Reihe von Ungenauigkeiten und Fehlern aufwiesen.
Die Namensgebung „Bluetooth“ ist eine Hommage an den dänischen Wikingerkönig Harald Blauzahn, der für seine Kommunikationsfähigkeit bekannt war. Ihm gelang es im 10. Jahrhundert, Dänemark weitgehend zu vereinen und zu christianisieren. Der Name „Bluetooth“ war ursprünglich ein Codename für die entwickelte Technik, der später mangels guter Alternativen auch als Markenname verwendet wurde. Die Wahl eines skandinavischen Namensgebers erfolgte wegen der hohen Beteiligung der Firmen Ericsson und Nokia an der Bluetooth-Entwicklung.

Übersicht der Entwicklungsgeschichte des Bluetooth-Standards inklusive Merkmale der einzelnen Versionen

### Versionen bis Bluetooth 3.0
Eine Auswahl wichtiger Eigenschaften der bisherigen Bluetooth-Versionen, die allesamt nicht mehr dem Überarbeitungsstand der Version 4.0 vom Dezember 2009 (s. o.) entsprechen, sind:
- Bluetooth 1.0 und 1.0B (Juli 1999)

Enthielten Sicherheitsprobleme durch Bluetooth Hardware Device Address Transmission (BD_ADDR); Geräte unterschiedlicher Hersteller waren nicht interoperabel; maximale Datenübertragungsrate von 732,2 kbit/s
- Bluetooth 1.1 (Februar 2001)

Indikator für die Signalstärke hinzugefügt Received Signal Strength Indication (RSSI); Probleme mit Verbindungsabbrüchen im Zusammenspiel mit WLAN-Netzen; maximale Datenübertragungsrate von 732,2 kbit/s
- Bluetooth 1.2 (November 2003)

Weniger empfindlich gegen statische Störer (zum Beispiel WLAN) durch Adaptive Frequency-Hopping spread spectrum (AFH); neue Pakettypen für synchrone Übertragung (eSCO); maximale Datenübertragungsrate von 1 Mbit/s
- Bluetooth 2.0 + EDR (November 2004)

Etwa dreifache Datenübertragungsgeschwindigkeit durch Enhanced Data Rate (EDR) mit maximal 2,1 Mbit/s; abwärtskompatibel, d. h., es können gleichzeitig EDR- und Nicht-EDR-Verbindungen bedient werden.
- Bluetooth 2.1 + EDR (auch Lisbon Release genannt, August 2007)

Neue Funktionen wie Secure Simple Pairing (SSP), Quality of Service (QoS), Extended Inquiry Response (EIR).
- Bluetooth 3.0 + HS (auch Seattle Release genannt, April 2009)

Für diese Version ist die Unterstützung eines zusätzlichen Highspeed (HS)-Kanals auf Basis von WLAN und UWB verfügbar. Die Nutzung von WLAN ist dabei lokal deutlich eingeschränkt. Die Kommunikation funktioniert zwischen einzelnen Geräten (Peer-to-Peer) und nicht durch Verteilung (Multicast). Dafür braucht sich der Nutzer auch nicht anzumelden, die L2CAP-Protokollschicht wurde erweitert, um neben dem Standard-Bluetooth-Kanal zusätzlich diesen Highspeed-Kanal zu unterstützen (UnicastConnectionless Data (UCD)). Damit kann eine theoretische Übertragungsrate von 24 Mbit/s erreicht werden.
Bei UWB (Ultrabreitband) als physikalische Übertragungsart (basierend auf der Spezifikation ECMA-368) und WiMedia MAC als Protokollschicht waren bis zu 480 Mbit/s geplant. Auf dieser Spezifikation hätten auch andere Protokolle wie WUSB und IP aufgesetzt werden sollen.
Die Spezifikation wurde im Oktober 2009 aufgegeben.
Zudem wurden Enhanced Power Control (EPC) eingeführt.
- Bluetooth 3.0 + EDR

„EDR“ steht für „Enhanced Data rate“.

### Bluetooth 4.0
Die Spezifikation 4.0 wurde am 17. Dezember 2009 verabschiedet. Mit diesem Standard wurde erstmals der Protokollstapel Low Energy verfügbar und neue Profile zu Low Energy kamen seitdem laufend hinzu. Entsprechende Chips waren in kleinen Stückzahlen bereits ab dem 4. Quartal 2010 verfügbar, weitere Hinweise ließen mit Bluetooth 4.0 ausgestattete Mobiltelefone ab dem 1. Quartal 2011 erwarten. Im Juni 2011 schließlich waren Bluetooth-4.0-konforme Chips bereits von Atheros, CSR, Nordic Semiconductor, Texas Instruments, Toshiba sowie EM Microelectronic Marin verfügbar.
- Der Standard 4.0 ist abwärtskompatibel mit allen Vorgänger-Versionen.[26] Für Verbindungen mit den bisherigen Protokollen kommt eine verbesserte Fehlerkorrektur zum Einsatz, für das erforderliche Maß an Sicherheit soll eine AES-Verschlüsselung mit 128 Bit verwendet werden.
- Bluetooth Low Energy/Smart ist ein Teil des 4.0-Standards, bietet allerdings keine Abwärtskompatibilität. Dafür ist es möglich, in weniger als fünf Millisekunden eine Übertragung aufzubauen und diese bis zu einer Entfernung von 100 Metern aufrechtzuerhalten.
- Der wichtigste Vorteil bei Einsatz von Bluetooth Low Energy in neuen Endgeräten ist die Reduzierung des Stromverbrauchs durch Optimierungen wie die kürzere Aufbauzeit für eine Übertragung oder die Schlafphasen zwischen den synchronisierten Sendezyklen. Allerdings können dadurch keine Audiodaten mehr übertragen werden.
- Hybride Geräte, die sowohl Bluetooth Classic als auch Bluetooth Low Energy unterstützen, werden „Smart Ready“ genannt.

Ankündigungen zur Verfügbarkeit von Endgeräten mit Bluetooth 4.0 blieben bis Mitte 2011 spekulativ und ohne Bestätigung der Lieferbarkeit. Seitdem sind eine Vielzahl verschiedener Endgeräte unterschiedlicher Hersteller auf dem Markt, die den Bluetooth-4.0-Standard unterstützen. Da Android Bluetooth 4.0 erst in der Mitte 2013 erschienenen Version 4.3 unterstützt, kam es zwischenzeitlich zu der Situation, dass manche Mobiltelefone zwar hardwareseitig Bluetooth 4.0 unterstützten, dies aber mangels entsprechenden Bluetooth-Protokollstapels nicht nutzen konnten.

### Bluetooth 4.1
Im Dezember 2013 wurde Version 4.1 (reine Aktualisierung über Software) der Bluetooth-Spezifikation veröffentlicht.
Seit dieser Version wird seitens Kleinstgeräten kein Vermittler mehr benötigt, da alle Geräte sowohl im Host- als auch im Client-Modus arbeiten können.
Daraufhin wurden umgehend erste Geräte mit dem neuen Standard angekündigt, z. B. das Samsung Galaxy Note 4 und das Nexus 6.

### Bluetooth 4.2Smart
Im Dezember 2014 wurde der Bluetooth-4.2-Standard vorgestellt. Hauptaugenmerk bei der Entwicklung waren erweiterte Sicherheitsmerkmale, eine höhere Übertragungsgeschwindigkeit und ein noch sparsamerer Bluetooth-Low Energy-Modus. Des Weiteren umfassten die generellen Verbesserungen kleinere Datenpakete und längere Akkulaufzeiten. Außerdem werden seither lediglich Verbindungen mittels ESS und AES-CMAC zugelassen.
Geräte wie das Samsung Galaxy Note 5 und das Apple iPhone 6 unterstützen diesen Standard.

### Bluetooth 5
Am 16. Juni 2016 wurde Bluetooth 5 offiziell angekündigt. Demnach sollte die Reichweite vervierfacht (100 m) und die Datenrate verdoppelt (2 Mbit/s brutto ohne EDR) werden; zusätzlich sollten neue Dienste wie Standortübermittlung eingeführt werden. Die endgültige Verabschiedung fand am 6. Dezember 2016 statt. Das Samsung Galaxy S8 war das erste Smartphone, in welches Bluetooth 5 implementiert worden war. Seit Anfang 2020 ist der überwiegende Teil der angebotenen Smartphones mit Bluetooth 5 ausgerüstet.
Wie angekündigt können Datenraten von bis zu 2 Mbit/s, unter Verwendung von EDR sogar bis zu 3 Mbit/s, erreicht werden. Reichweiten von sogar bis zu 200 Metern werden jedoch nur mit Geräten der 5.x-Versionen erzielt.
Neben der Einführung der Übermittlung standortbezogener Informationen (unter anderem zwecks Navigation) wurde außerdem das sogenannte Periodic Advertising eingeführt; mittels diesem sind Clients in der Lage, den Host zu informieren, wann das nächste Datenpaket gesendet wird, sodass in der inaktiven Zeit die Verbindung abgeschaltet und somit Energie gespart werden kann.

### Bluetooth 5.1
Anpassungen aus den Jahren 2019 und 2020 dienten der Optimierung der Version 5.0; dennoch brachten beide nennenswerte neue Funktionen auf den Markt. Bei Version 5.1 betrifft dies das sogenannte Direction Finding, welches es Mobilgeräten ermöglicht, die Richtung von Objekten sehr präzise zu erkennen. Weitere Schritte für eine Verbesserung der Standortdienste werden in der Spezifikation angekündigt.

### Bluetooth 5.2
Version 5.2 bietet insbesondere Verbesserungen im Audio-Bereich. Mit LE-Audio wird ein neuer Audio-Stack eingeführt, der unter anderem deutlich energiesparendere Übertragung ermöglicht, was insbesondere sehr kleinen kabellosen Kopfhörern zugutekommt, aber auch Hörgeräte mit Bluetooth ermöglichen soll. Broadcast-Audio ermöglicht das Senden eines Audio-Streams an beliebig viele Empfänger. Mit Bluetooth 5.2 wird der Low Complexity Communications Codec (LC3) als neuer Standard-Codec eingeführt und löst damit den SBC-Codec ab. LC3 ermöglicht neben Übertragungen mit geringer Verzögerung erstmals auch die Audio-Übertragung mit hoher Qualität, ohne auf optionale Codecs zurückgreifen zu müssen.

### Bluetooth 5.3
Version 5.3 enthält mehrere Funktionserweiterungen, die den Herstellern von IoT-Geräten und Anwendungsentwicklern Verbesserungen in Bezug auf Zuverlässigkeit, Energieeffizienz und Benutzerfreundlichkeit bieten soll. Unter anderem wurde die Kontrolle der Verschlüsselungsschlüsselgröße verbessert, indem der Host eine Mindestlänge des Verschlüsselungsschlüssels festlegen kann, die der Controller akzeptieren muss.

### Bluetooth 5.4
Die Bluetooth SIG hat am 7. Februar 2023 die Bluetooth Core Specification Version 5.4 veröffentlicht. Diese neue Version fügt die folgenden Funktionen hinzu:
- Periodic Advertising with Response (PAwR)
- Encrypted Advertising Data
- LE GATT Security Levels Characteristic
- Advertising Coding Selection

### Bluetooth 6.0
Die Version 6.0 wurde im September 2024 veröffentlicht. Ein großer Teil der Verbesserungen bezieht sich auf genauere Ortung und stabilere Audioverbindungen über Bluetooth Low Energy. Bei der Ortung reagiert die Bluetooth SIG insbesondere auf Erfahrungen mit den Apple AirTag, sowie Man-in-the-Middle-Angriffe auf bluetooth-basierte (Tür-)Schlösser. Die Verbesserung bei Burst-längen und zeitgenauen Übertragungen verbessern nicht nur die LE-Audio-Verbindungen, sondern erlauben auch bei medizinischen und sportorientierten Messgeräten eine schnellere Anzeige auf verbundenen Geräten.
- Channel Sounding – neben die bisherige Messung der Signalstärke RSSI (Received Signal Strength Indicator) zur Ortung, werden die neuen Verfahren PBR (Phase-Based Ranging) und RTT (Round-Trip Timing) eingeführt, die einzeln oder zusammen den tatsächlichen Abstand und Richtung eines Gerätes messen können. Die neue Transportkodierung „LE 2M 2BT“ unterstützt diese Verfahren zusätzlich.
- ISOAL Latenz – die Audiokodierung muss sich nicht mehr an den Takt und Bandbreite der zeitgenauen Übertragung anpassen. Der erweiterte ISOAL (Isochronous Adaptation Layer) kann lange Audioblöcke in Fragmente teilen und zusammensetzen. Zusätzlich wurde die Ruhezeit zwischen Fragment-PDUs im Übertragungskanal konfigurierbar gemacht, statt fest 150 µs ist es nun beliebig zwischen 0 und 10000 µs. Damit können zusammenhängende Fragmente schneller übertragen werden (Burst), während Daten mit geringerer Bandbreite langsamer aber mit dennoch zeitgenauer Übertragung gesendet werden können.
- Advertising-Filtering – immer mehr Geräte erfordern, dass die Meldungen auf dem Advertising-Kanal verbunden und gegebenenfalls auf das notwendige Maß reduziert werden. Dies nennt sich decision-based advertising filtering. Die Monitoring-Abfragen vom Host können umgekehrt ebenso gefiltert und verbunden werden. Dazu gehören auch eine neue Abstimmung, wenn ein Gerät bei Annäherung eine Monitoringfunktion auslösen will.
- LL Feature Set – schon in Bluetooth 5 waren viele Teile optional, einschließlich der Unterstützung von Transportkodierungen (Link Layer). In Erwartungen weiterer Verbesserungen wird die Bitzahl des FeatureSet-Blocks von 64 auf 192 erweitert. Die Regeln zur Abstimmung über die nutzbaren Features wurden ebenso erweitert.

## Einsatzbereiche

### Computer

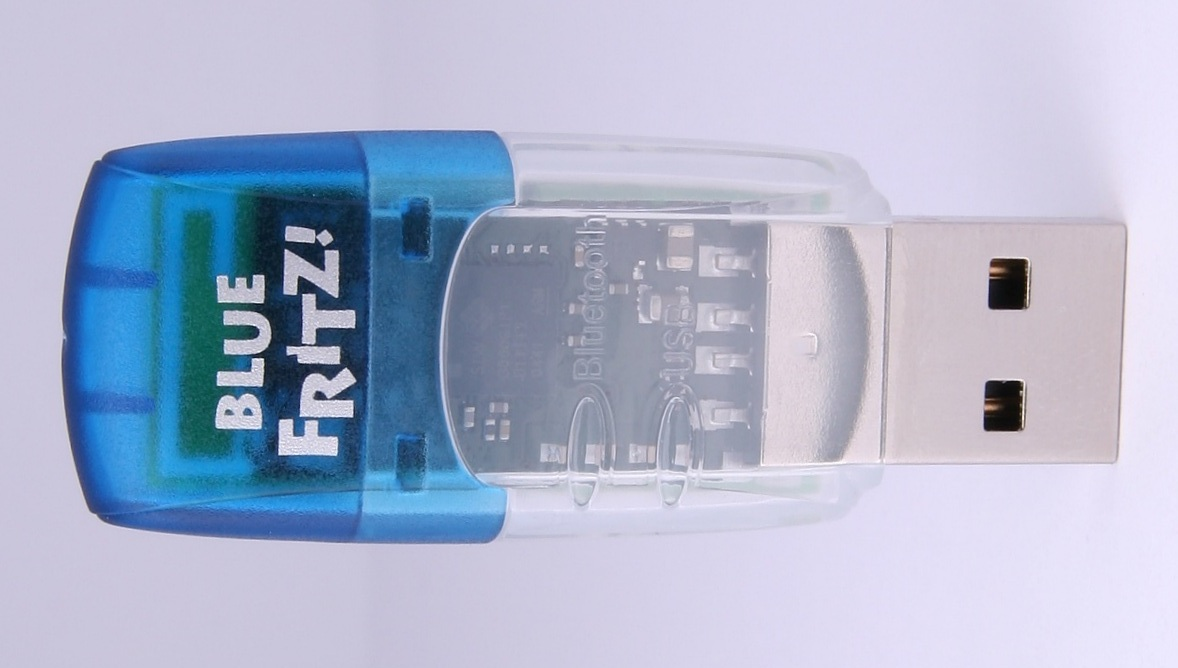
Noch in den 2000er Jahren wiesen nur wenige PCs und Laptops Hardware für Bluetooth auf. Eine Standardlösung war ein USB-Adapter, der oft relativ aufwendig installiert werden musste, da die gängigen Betriebssysteme auch keinen Bluetooth-Stack hatten.

Zum Betrieb von Bluetooth am PC ist spezielle Hardware erforderlich. Manche Computer (zumeist Notebooks) haben diese bereits integriert, ansonsten sind auch kleine, an der USB-Schnittstelle angeschlossene Geräte oder PCMCIA-Karten für diesen Zweck erhältlich. Außerdem spielt das verwendete Betriebssystem eine entscheidende Rolle. Unter Microsoft Windows ist es seit Windows XP SP2 dank des mitgelieferten Microsoft Bluetooth-Stacks nicht mehr erforderlich, einen speziellen Treiber zu installieren. Eine größere Auswahl an unterstützenden Profilen hat man jedoch mit den Bluetooth-Stacks anderer Hersteller. Auch aktuelle Linux-Distributionen und Apple-Macintosh-Modelle unterstützen Bluetooth durch eigene, jeweils zertifizierte Bluetooth-Stacks. Wer einen PC mit Bluetooth zur Verfügung hat, kann außerdem mit der passenden Software andere Bluetooth-Geräte in Reichweite aufspüren und, je nach Funktionsumfang der Software, eine detaillierte Auflistung der offenen Dienste einsehen. Solche Software wird als Bluetooth-Scanner bezeichnet.
Bluetooth-Anwendungen am Computer
- SCO-Audio: synchroner Headset-Betrieb (Skype, SIP usw.)
- AV- oder A2DP-Audio: HiFi-Musikwiedergabe geeignet zum Anschluss eines oder mehrerer Kopfhörer
- Mobiltelefon-Synchronisation (Kontakte, Musikdateien, mobiler Internetzugang usw.)
- HID: Eingabegeräte wie Maus und Tastatur
- Motion Capturing: Übertragung von Bewegungsdaten an den Auswertungscomputer (zum Beispiel Xsens MVN)
- Zwei-Faktor-Authentifizierung nach dem U2F-Standard der FIDO-Allianz

### Freisprechanlagen, Headsets und Lautsprecher

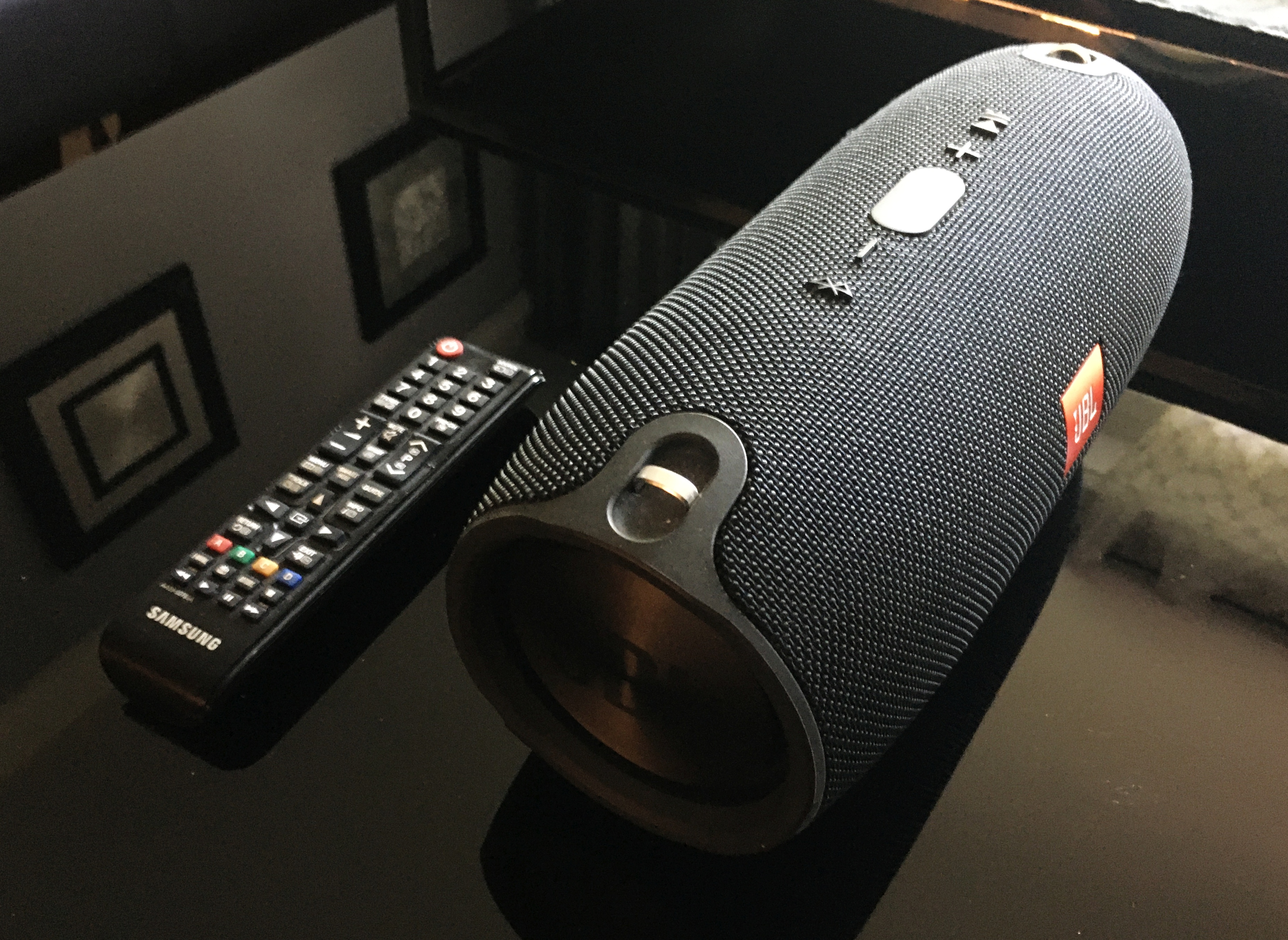
Wassergeschützte, tragbare Bluetooth-Stereo-Lautsprecherbox von JBL mit integriertem Verstärker und 10-Ah-Lithium-Ionen-Akku, 28 cm lang. Die TV-Fernbedienung dient dem Größenvergleich, der Lautsprecher gehört zu den größeren dieser Klasse.

Viele Autoradios fungieren als Freisprechanlage, indem sie das Mobiltelefon über Bluetooth einbinden, so dass auf die Installation spezieller Handy-Halterungen im Auto verzichtet werden kann. Über Bluetooth kann nicht nur ein Anruf entgegengenommen werden, sondern auch gewählt und navigiert werden. Sinnvolle Zusatzinformationen wie Nummer des Anrufers bzw. dessen Namen werden ebenfalls vom Handy-Adressbuch per Bluetooth an das Autoradio übertragen. Auch Freisprechanlagen außerhalb des Autos funktionieren über Bluetooth. Headsets, die über Bluetooth verbunden werden, können oft über eine entsprechende Taste auch eingehende Anrufe entgegennehmen. Die Unterstützung solcher Steuerfunktionen (z. B. Aktivierung des Sprachassistenten am Smartphone) variiert stark mit den verwendeten Geräten und ist abhängig von den Hersteller-Chips, resp. deren Programmierung gemäß den Möglichkeiten der entsprechenden Bluetooth-Protokollstapel.
Seit etwa den späten 2010er Jahren bekamen zudem über Bluetooth etwa mit dem Smartphone koppelbare, transportable und robuste Lautsprecherboxen mit integriertem Audioverstärker zunehmend Bedeutung zum Musikhören unterwegs oder in der Natur.

### Spielgeräte
Die Spielzeugindustrie verwendet diese Technik, um Puppen und Spielzeugtiere untereinander kommunizieren und interagieren zu lassen.
Auch die Controller der Spielkonsolen Wii / Wii U / Switch / PlayStation 3 / PlayStation 4 / PlayStation 5 / Xbox One S / Xbox One X, Lego Mindstorms EV3 und der Ouya nutzen Bluetooth zur Kommunikation mit der Konsole.

### Kommunikation
Bluetooth-Hotspots als Funkzelle ermöglichen einen schnurlosen Zugriff auf ein Netzwerk, wie das Internet oder ein Unternehmens-LAN. Audiogeräte ohne Bluetooth, insbesondere ältere Mobiltelefone und Festnetztelefone, können über einen angeschlossenen Adapter eingeschränkt um Bluetooth erweitert werden. Speziell für Motorradsprechanlagen wird in den letzten Jahren von vielen Herstellern vermehrt Bluetooth eingesetzt, mit Reichweiten bis zu 1,6 km. Besondere Vorteile sind sehr kleine Baugrößen und der Verzicht auf störende Kabel.
Über Bluetooth können auch universelle zusätzliche Faktoren für die Zwei-Faktor-Authentifizierung mit Betriebssystemen oder Webbrowsern kommunizieren, wie zum Beispiel Security-Tokens für den offenen U2F-Standard der FIDO-Allianz.

### Industrie
Aufgrund des eingesetzten adaptiven Frequenzsprungverfahrens (AFH) bietet Bluetooth eine sehr zuverlässige und störungsresistente Funkverbindung. Dieser Vorteil von Bluetooth gegenüber anderen Funktechniken wurde frühzeitig von verschiedenen Herstellern für Automatisierungsprodukte (z. B. Phoenix Contact, WAGO Kontakttechnik GmbH & Co. KG, Schildknecht AG) erkannt. Daraufhin wurden Bluetooth-basierende Industrieprodukte entwickelt, die in verschiedensten Bereichen der Industrie eingesetzt werden, um kabellos zwischen verschiedenen Komponenten in Maschinen zu kommunizieren. Mittlerweile hat die PROFIBUS Nutzerorganisation e. V. (PNO) Bluetooth neben WLAN als Trägerverfahren für kabellose Übertragung von PROFINET-Datenpaketen auf der Feldbus-Ebene definiert. Auf der Sensor/Aktor-Ebene wurde im PNO-Standard WSAN-FA ebenfalls 802.15.1 als Trägertechnologie verwendet, jedoch mit einem anderen Protokollstack. Auch die Vereinigung CAN in Automation (CiA) plant die Spezifikation eines auf Bluetooth basierenden Systems für die kabellose Übertragung von CAN-Telegrammen. Insgesamt untermauern die Standardisierungsbestrebungen die Tauglichkeit von Bluetooth für die industrielle Automation.

### Haustechnik
Im Bereich Hausautomation und Alarmsysteme gibt es Produkte, welche Bluetooth 2.0 nutzen.
Eine weitere Anwendung ist Bluetooth als Schlüssel, wofür jedes Bluetooth-fähige Gerät als Schlüssel eingesetzt werden kann. Es ist hierfür keine weitere Software auf den Geräten (Mobiltelefone) notwendig.

### Medizintechnik
In der Orthopädietechnik wird Bluetooth zur Einstellung moderner Arm- und Beinprothesen verwendet. Einstellungen wie Standphasendämpfung und Maximallast lassen sich per Bluetooth vornehmen.
Hörgeräte in höheren Preisklassen sind ebenfalls mit Bluetooth-Empfängern erhältlich. Damit lassen sich die Signale von Mobiltelefonen und Audio-Geräten selektiv über einen Transponder ohne umgebungsbedingte Verzerrungen auf das Hörgerät übertragen. Der Transponder kommuniziert über Bluetooth und überträgt die Informationen in den Funkbereich der Hörgeräte.
Bei einigen Insulinpumpen dient Bluetooth als Schnittstelle zur Kommunikation mit einem Blutzuckermessgerät, einer Fernbedienung oder einem Personalcomputer.
Beim kontinuierlichen Glukosemonitoring übermittelt der Sensor die Daten per Bluetooth an ein Empfangsgerät oder Smartphone. Auch hierbei kann eine Insulinpumpe per Bluetooth eingebunden werden.
Auch gibt es EKG-Geräte, die für die Übertragung der aufgezeichneten Daten Bluetooth verwenden.

### „HID Proxy Mode“ für Computer ohne Bluetooth-Unterstützung
Üblicherweise stehen die Bluetooth-Eingabegeräte erst dann zur Verfügung, wenn das Betriebssystem und dessen Bluetooth-Stack geladen sind. Dadurch ist es nicht möglich, mit einer Bluetooth-Tastatur z. B. vor dem Laden des Betriebssystems Einstellungen im BIOS oder im UEFI-Einstellungsmenü vorzunehmen oder den PC per „Wake up on Keyboard“-Funktion aus dem S4-Ruhezustand zu wecken oder aus dem „ausgeschalteten“ Modus einzuschalten. Zudem ist bei einigen Systemen das Nachrüsten einer Bluetooth-Schnittstelle aus verschiedenen Gründen nicht problemlos möglich. Dazu gehören viele Smart-TVs, viele Microcontroller-Boards, NAS-Systeme, Rack-Server.
Einige Bluetooth-Adapter überwinden diese Probleme durch den „HID Proxy Mode“. Durch einen Mikrocontroller stellen solche Adapter selbst einen Bluetooth-Stack für Bluetooth-Eingabegeräte zur Verfügung.
Diese Geräte können sich mit dem Bluetooth-Adapter vor dem Laden des Betriebssystems verbinden und somit für die Wake-Up-on-Keyboard-Funktion oder Änderungen im BIOS oder im UEFI-Einstellungsmenü verwendet werden. Der Bluetooth-Adapter gibt sich dabei dem BIOS und der UEFI-Firmware gegenüber als normales USB-HID-Eingabegerät aus. Er übergibt die BT-Funktionalität an das Betriebssystem, sobald dessen Bluetooth-Treiber und Bluetooth-Stack geladen sind, womit dann neben Bluetooth-Eingabegeräten auch andere Bluetooth-Geräte verwendet werden können.
Die UEFI-Firmware könnte auch selbst einen Bluetooth-Stack für Bluetooth-Eingabegeräte zur Verfügung stellen, so dass Bluetooth-Eingabegeräte auch ohne HID-Proxy-Mode-Unterstützung bereits im UEFI-Menü verwendet werden können. Eine konkrete Implementierung eines Bluetooth-Stacks für die UEFI-Firmware gibt es jedoch bislang nur bei Apple-Rechnern.